# کارلن وارژاپتیان
کارلن پوغوسی وارژاپتیان (کاراپت وارژاپتیان) (ارمنی: Կարլեն Պողոսի Վարժապետյան (Կարապետ Վարժապետյան؛  زادهٔ ۱۰ مهٔ ۱۹۴۲ - درگذشته ۱۶ ژوئیهٔ ۱۹۸۴) کارگردان تئاتر اهل ارمنستان بود. وی بین سال‌های - تا - میلادی فعالیت می‌کرد.

## زندگی‌نامه
وی در ۱۰ مهٔ ۱۹۴۲ در حلب به دنیا آمد و از مدرسه راهنمایی شماره ۲۹ آندرانیک مارگاریان ایروان و انستیتو دولتی هنرهای زیبای ایروان فارغ‌التحصیل گشت.  همچنین برندهٔ جوایزی همچون هنرمند شایسته ارمنستان شوروی (۱۹۸۴ پس از مرگ) شده است. وی در ۱۶ ژوئیهٔ ۱۹۸۴ در سن ۴۲ سالگی در ایروان درگذشت.

## نگارخانه

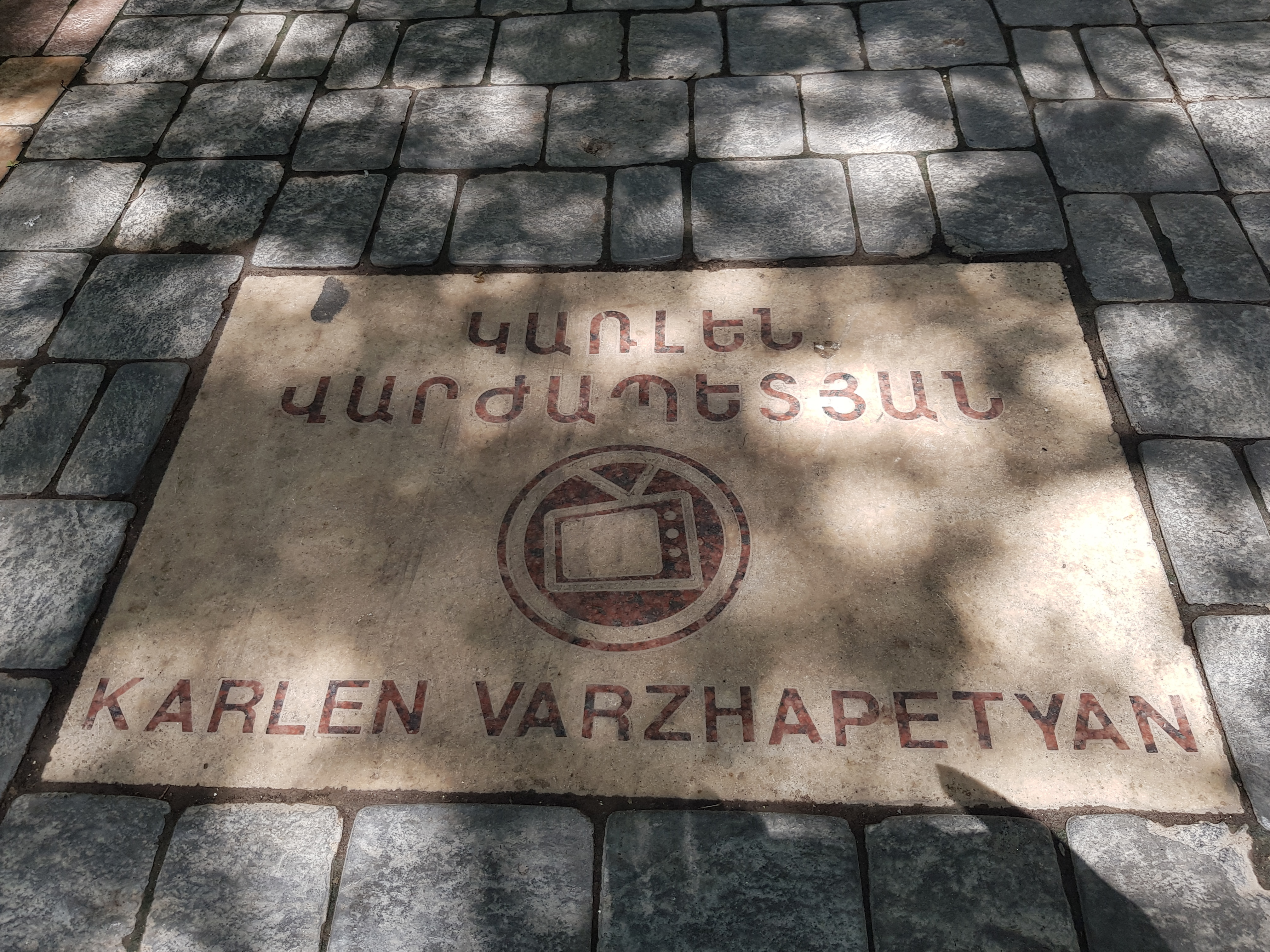